# Sport Boys Warnes
Pour les articles homonymes, voir Sport Boys.
Maillots
Sport Boys Warnes est un club de football bolivien fondé en 1954 et basé dans la ville de Santa Cruz de la Sierra.

## Histoire
Il dispute en 2013 le championnat de première division bolivien pour la première fois de son histoire, après son barrage victorieux face au Club Petrolero. L'Argentin Carlos Fabián Leeb (en) en est l'entraîneur depuis le début de l'année 2015.
Le club compte dans ses rangs deux internationaux : le gardien Sergio Galarza et le défenseur Carlos Mendoza. L'ancien attaquant international, Joaquín Botero, a porté également le maillot du club en 2013-14.
Le 18 mai 2014, le club recrute pour une durée d'un an Evo Morales, président en exercice de la Bolivie. Il ne disputera aucun match en première division.
Le club inscrit son nom au palmarès du championnat en remportant le Tournoi d'ouverture 2015. Ce premier succès permet au club de participer pour la première fois de son histoire à une compétition internationale, en l'occurrence la Copa Libertadores 2017.

## Palmarès
- Championnat de Bolivie (1)
  - Vainqueur du Tournoi d'ouverture 2015